# Табучешти (Вранча)
Табучешти (рум. Tăbucești) насеље је у Румунији у округу Вранча у општини Богешти. Oпштина се налази на надморској висини од 139 m.

## Становништво
Према подацима из 2002. године у насељу је живело 105 становника, од којих су сви румунске националности.